# Papegaaiduiker

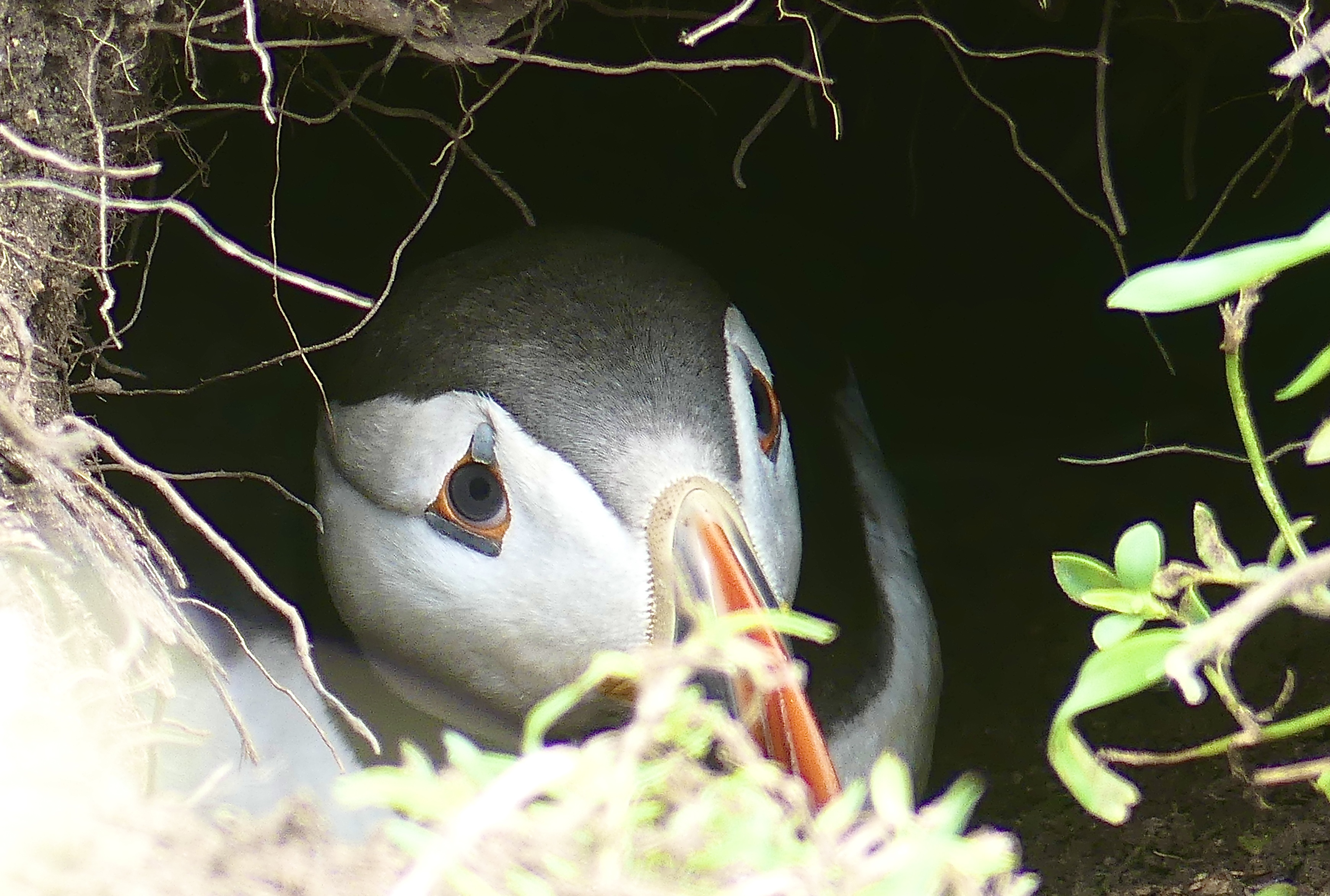
Een papegaaiduiker in een hol op Skomer Island.

De papegaaiduiker (Fratercula arctica) is een vogel uit de familie van de alken (Alcidae). De wetenschappelijke naam van de soort werd in 1758 als Alca arctica gepubliceerd door Carl Linnaeus. Hij baseerde de naam op beschrijvingen en afbeeldingen door diverse auteurs die de soort 'Anas arctica' noemden.

## Veldkenmerken
Het is de kleinste soort uit het geslacht Fratercula. De papegaaiduiker wordt 28 tot 34 cm lang. Hij heeft een vleugelspanwijdte van 50 tot 60 cm en weegt ongeveer 300 tot 700 gram. Hij is van kleine afstand gemakkelijk te herkennen aan het zwart-witte verenkleed en de grote, tijdens het broedseizoen felgekleurde snavel. In de winter is de snavel kleiner en zwart, in de nazomer verdwijnen de buitenste lagen. De snavel van de juvenielen is kleiner dan die van de volwassen exemplaren.

## Leefwijze
Het voedsel bestaat uit vis, kreeftjes, wormen en schaaldieren. Hij jaagt op open zee. Als ze sterven, zinken ze.

## Voortplanting
Ze broeden in kolonies, soms van enkele tientallen broedparen, soms van vele duizenden. Dit is de enige tijd dat de paren elkaar weer tegenkomen na een winter eenzaam op zee geleefd te hebben. Ze komen daar aan tussen april en juni. Ze versterken hun band door hun snavels tegen elkaar aan te tikken. Graag benutten ze hellingen met een uitzicht over de open zee. Daar graven ze nestgangen (of nemen die over van konijnen), die in lengte variëren van één tot twee meter. Aan het eind van zo'n gang bevindt zich een ondiep kuiltje waarin plantenmateriaal en veren komen te liggen. Doorgaans wordt één ei, sporadisch twee, gelegd. Het is witachtig van kleur, soms voorzien van lichtbruine vlekjes. Het is erg groot: ruim 6 cm lang, 2 cm langer dan dat van een duif, die ongeveer even groot is als de papegaaiduiker. Het broeden vergt ongeveer zes weken en geschiedt hoofdzakelijk door het vrouwtje.
Het jong wordt gevoed met visjes, die soms van grote afstand moeten worden gehaald. De snavel is dusdanig ingericht dat de vogels een flink aantal visjes tegelijk kunnen vasthouden.
Op een gegeven moment laten de ouders het kind in de steek. Dit wordt op den duur erg hongerig en gaat buiten een kijkje nemen, richting de zee. Doorgaans vindt dit 's nachts plaats, ook wel in de schemering. Dan vallen vele jongen ten prooi aan mantelmeeuwen en jagers. De jonge vogels verblijven gedurende twee tot drie jaar in volle zee. Pas na vier of vijf jaar zijn ze geslachtsrijp.

## Verspreiding
Hij komt voor in het Noord-Atlantisch gebied, waar hij in kolonies broedt in holen op steile grazige hellingen op rotskusten. Hun broedgebieden bevinden zich aan de kusten van de Atlantische Oceaan, ongeveer tot aan de Noordelijke IJszee. De grootste kolonie leeft op IJsland. Verder leven papegaaiduikers op de eilanden van Schotland en Wales, de Hebriden, in Ierland, Groenland, Nova Zembla, Noorwegen, Spitsbergen en aan de noordoostkust van Noord-Amerika.
De grootste Noord-Amerikaanse kolonie (260.000 broedparen) bevindt zich in het Witless Bay Ecological Reserve voor de oostkust van Newfoundland. Ook in Labrador bevinden zich belangrijke kolonies, met name op de Gannet Islands, de Bird Islands en bij Groswater Bay.
In de winter trekken ze verder naar het zuiden, tot aan de hoogte van de Middellandse Zee. Hij overwintert op volle zee, verder van de kust dan andere alken. Papegaaiduikers worden in Nederland en België gerekend tot de zeldzame wintergasten langs de kust.
Er worden geen ondersoorten (meer) onderscheiden.

## Jacht
Op sommige plaatsen in IJsland en op de Faeröereilanden wordt er legaal op de papegaaiduiker gejaagd. In de IJslandse keuken is het een delicatesse. Eieren worden ook uit het nest meegenomen voor consumptie. Buitenlanders vinden papegaaiduikervlees meestal minder lekker omdat het enigszins naar visolie, levertraan smaakt.

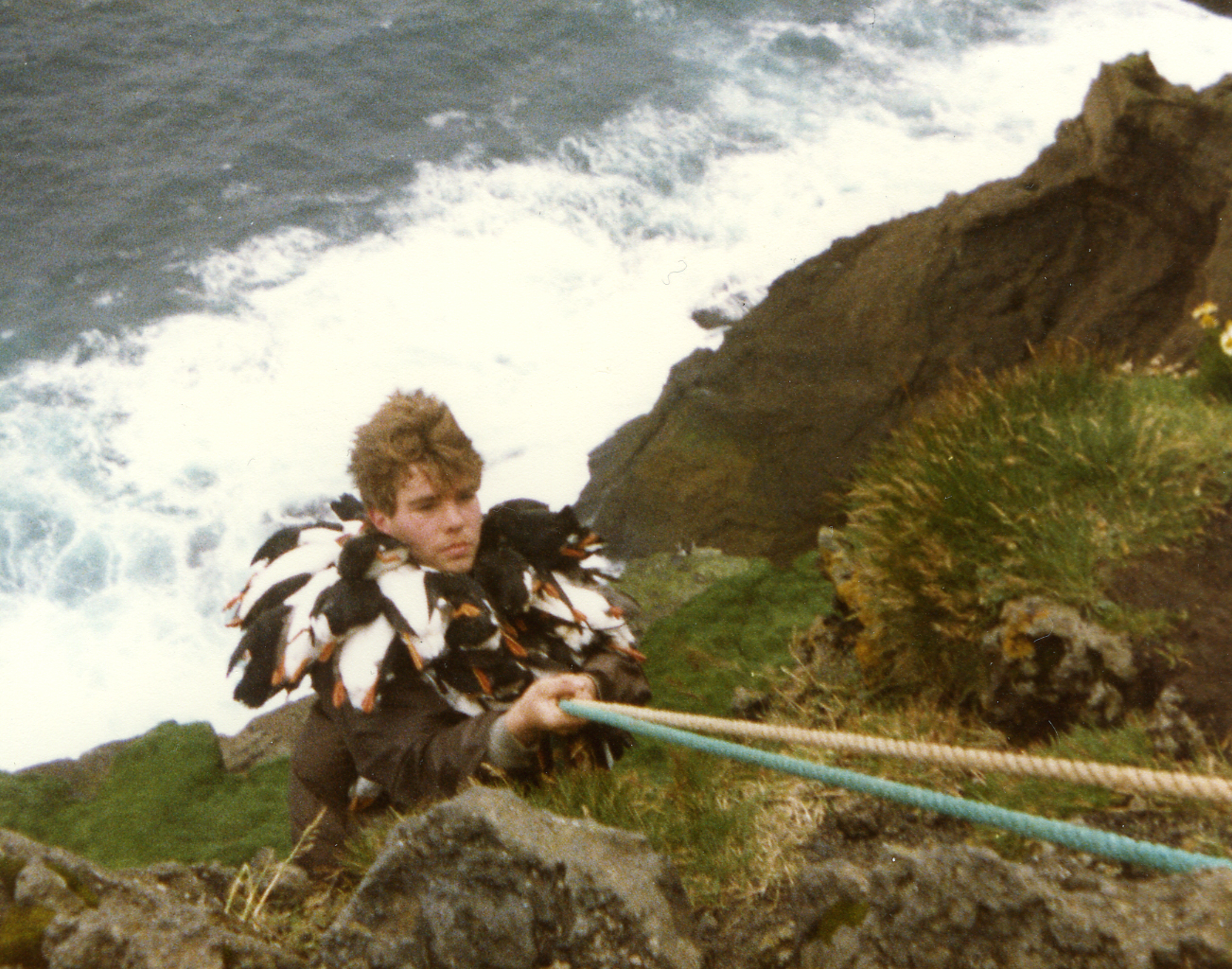
Jagen op papegaaiduikers
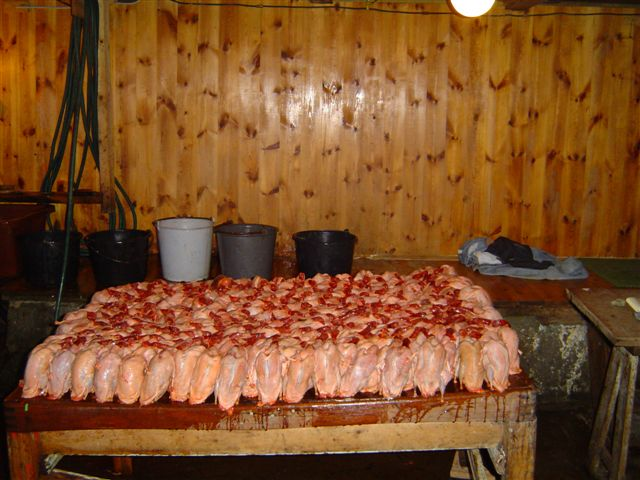
Op de Faeröereilanden worden papegaaiduikers ook als een delicatesse beschouwd

## Status
De Europese populatie van de papegaaiduiker (80% tot 90% van de wereldpopulatie) werd in 2015 door BirdLife International geschat op 9,55 tot 11,6 miljoen volwassen individuen. De populatie-aantallen nemen echter af in een verontrustend hoog tempo (meer dan 50% gedurende drie generaties). De oorzaken zijn waarschijnlijk de introductie van invasieve diersoorten, watervervuiling, voedseltekort door concurrentie met de zeevisserij en sterfte in visnetten. Om deze redenen staat deze soort sinds 2015 als kwetsbaar op de Rode Lijst van de IUCN.